# 利菲内
50°45′33″N 34°32′51″E / 50.75917°N 34.54750°E
利菲內（烏克蘭語：Лифине）是位於烏克蘭東北部的村莊，由蘇梅州蘇梅區的列别金市镇負責管轄。該村處於沃羅日巴河畔，距離希利科韋和洛博迪夫希納1.5公里，海拔高度157米，2001年人口50。